# Міста Люксембургу
У Люксембурзі 12 комун мають статус міста.
| Герб | Назва                                         | Округ       | Площа (км²) | Населення (на 2005 рік) | Населення (на 2015 рік) | Міста Люксембургу |
| ---- | --------------------------------------------- | ----------- | ----------- | ----------------------- | ----------------------- | --- |
|      | Віанден Vianden Veianen                       | Дикірх      | 9,67        | 1 561                   | 1 888                   | Люксембург Еш-сюр-Альзетт Діфферданж Дюделанж Еттельбрек Дикірх Вільц Віанден Ґревенмахер Реміх Рюмеланж Ехтернахclass=notpageimage\| Міста Люксембургу |
|      | Вільц Wiltz Wolz                              | Дикірх      | 19,37       | 4 587                   | 6 387                   | Люксембург Еш-сюр-Альзетт Діфферданж Дюделанж Еттельбрек Дикірх Вільц Віанден Ґревенмахер Реміх Рюмеланж Ехтернахclass=notpageimage\| Міста Люксембургу |
|      | Гревенмахер Grevenmacher Gréiwemaacher        | Ґревенмахер | 16,48       | 3 966                   | 4 751                   | Люксембург Еш-сюр-Альзетт Діфферданж Дюделанж Еттельбрек Дикірх Вільц Віанден Ґревенмахер Реміх Рюмеланж Ехтернахclass=notpageimage\| Міста Люксембургу |
|      | Дикірх Diekirch Dikrech                       | Дикірх      | 12,42       | 6 165                   | 6 728                   | Люксембург Еш-сюр-Альзетт Діфферданж Дюделанж Еттельбрек Дикірх Вільц Віанден Ґревенмахер Реміх Рюмеланж Ехтернахclass=notpageimage\| Міста Люксембургу |
|      | Діфферданж Differdange Déifferdeng            | Люксембург  | 22,18       | 19 005                  | 24 304                  | Люксембург Еш-сюр-Альзетт Діфферданж Дюделанж Еттельбрек Дикірх Вільц Віанден Ґревенмахер Реміх Рюмеланж Ехтернахclass=notpageimage\| Міста Люксембургу |
|      | Дюделанж Dudelange Diddeleng                  | Люксембург  | 21,38       | 17 618                  | 19 734                  | Люксембург Еш-сюр-Альзетт Діфферданж Дюделанж Еттельбрек Дикірх Вільц Віанден Ґревенмахер Реміх Рюмеланж Ехтернахclass=notpageimage\| Міста Люксембургу |
|      | Ехтернах Echternach Iechternach               | Ґревенмахер | 20,49       | 4 507                   | 5 344                   | Люксембург Еш-сюр-Альзетт Діфферданж Дюделанж Еттельбрек Дикірх Вільц Віанден Ґревенмахер Реміх Рюмеланж Ехтернахclass=notpageimage\| Міста Люксембургу |
|      | Еш-сюр-Альзетт Esch-sur-Alzette Esch-Uelzecht | Люксембург  | 14,35       | 28 000                  | 33 286                  | Люксембург Еш-сюр-Альзетт Діфферданж Дюделанж Еттельбрек Дикірх Вільц Віанден Ґревенмахер Реміх Рюмеланж Ехтернахclass=notpageimage\| Міста Люксембургу |
|      | Еттельбрек Ettelbruck Ettelbréck              | Дикірх      | 15,18       | 7 364                   | 8 347                   | Люксембург Еш-сюр-Альзетт Діфферданж Дюделанж Еттельбрек Дикірх Вільц Віанден Ґревенмахер Реміх Рюмеланж Ехтернахclass=notpageimage\| Міста Люксембургу |
|      | Люксембург Luxembourg Lëtzebuerg              | Люксембург  | 51,46       | 76 420                  | 111 287                 | Люксембург Еш-сюр-Альзетт Діфферданж Дюделанж Еттельбрек Дикірх Вільц Віанден Ґревенмахер Реміх Рюмеланж Ехтернахclass=notpageimage\| Міста Люксембургу |
|      | Реміх Remich Réimech                          | Ґревенмахер | 5,29        | 2 986                   | 3 476                   | Люксембург Еш-сюр-Альзетт Діфферданж Дюделанж Еттельбрек Дикірх Вільц Віанден Ґревенмахер Реміх Рюмеланж Ехтернахclass=notpageimage\| Міста Люксембургу |
|      | Рюмеланж Rumelange Rëmeleng                   | Люксембург  | 6,83        | 4 495                   | 5 338                   | Люксембург Еш-сюр-Альзетт Діфферданж Дюделанж Еттельбрек Дикірх Вільц Віанден Ґревенмахер Реміх Рюмеланж Ехтернахclass=notpageimage\| Міста Люксембургу |

Позначення на мапі:
1. Столиця, понад 75 000 мешканців
2. від 25 000 до 50 000 мешканців
3. від 10 000 до 20 000 мешканців
4. від 5 000 до 10 000 мешканців
5. від 1 000 до 5 000 мешканців

## Джерело
- Комунальний закон Люксембургу від 13 грудня 1988 року (фр.) [Архівовано 2 березня 2006 у Wayback Machine.]

| Люксембург | Це незавершена стаття з географії Люксембургу. Ви можете допомогти проєкту, виправивши або дописавши її. |